# تشيسلي جونستون
تشيسلي جونستون (بالإنجليزية: Chesley Johnston)‏ هو مدير فني أمريكي، ولد في 1870 في مين في الولايات المتحدة، وتوفي في 23 أكتوبر 1942 في فيلادلفيا في الولايات المتحدة بسبب سرطان الكبد.